# MiniMost
MiniMost byl zamýšlený park miniatur významných budov, které stály ve starém Mostě a byly zbořeny při likvidaci města kvůli těžbě hnědého uhlí.
Park MiniMost měl být umístěn do prostoru mezi přesunutý kostel Nanebevzetí Panny Marie a nově vznikající jezero Most, které se napouští od října 2008. Město Most na přípravě projektu spolupracovalo se saským městem Oederan, kde se podobný park zaměřený na Krušné hory již nachází.
Park MiniMost měl být vystavěn podle plánu města z roku 1953. Budovy měly být postaveny v měřítku 1:25. V první fázi se počítalo s výstavbou 25-28 modelů. Mělo se jednat o nejzajímavější a nejvýznamnější budovy zaniklého města, které měly být rozmístěny tak jako ve starém Mostě, takže jednotlivé cesty měly kopírovat tehdejší ulice.
Součástí areálu měly být i napodobeniny důlních strojů a ukázky povrchových lomů. V následné fázi se plánivaka instalace maket zajímavých objektů také z jiných regionů Ústeckého kraje, např. hradu Střekov, terezínské pevnosti nebo lanovky na Komáří vížku. První modely se měly zhotovit v  Oederanu, kde s nimi mají zkušenosti, další měly vyrobeny v ČR.
Park MiniMost již v roce 2003 navrhla městská rada jako jeden z dílčích projektů pro revitalizaci území dotčených těžbou hnědouhelných podniků na území měst Mostu a Litvínova. Do Mostu byly z parku v Oederanu zapůjčeny dva modely mosteckého děkanského kostela, které byly v roce 2004 vystaveny právě v děkanském kostele v Mostě a na Krajském úřadě v Ústí nad Labem.
Vládní meziresortní komise, která rozhoduje o přijetí projektů, které budou finančně podpořeny z 15 miliard korun určených na zahlazení následků těžební činnosti v severozápadních Čechách, schválila v roce 2006 městu Mostu 8 projektů, mezi nimiž byl i MiniMost. Jednalo se o částku 76 745 000 Kč, která měla být použita k vybudování spodních staveb v areálu.
O další dotaci na financování parku město požádalo Evropskou unii z operačního programu Přeshraniční spolupráce Česká republika - Svobodný stát Sasko. Celkové náklady se měly vyšplhat zhruba na dva milióny eur. Město se mělo na projektu finančně podílet ve výši 15%.
S výstavbou parku se mělo začít v roce 2010 a zástupci města předpokládali, že by se pro veřejnost mohl park otevřít na přelomu roku 2010 a 2011. Projekt nebyl ale z finančních důvodů realizován.